# 日本マーケティング・リサーチ協会
一般社団法人日本マーケティングリサーチ協会（にほんマーケティングリサーチきょうかい）は、日本のマーケティングリサーチ専門会社が集まり、マーケティングリサーチの健全な発展と普及、倫理の確立を目指し、1975年（昭和50年）に設立されたマーケティングリサーチ業の団体。 公益法人制度改革に伴い、2011年4月1日より一般社団法人となる。

## 概要
- 名称（和文名）：一般社団法人日本マーケティング・リサーチ協会
- 名称（英文名）： Japan Marketing Research Association
- 略称：JMRA
- 所在：東京都千代田区鍛冶町1－9－9　石川LKビル 2階
- 設立：1975年2月14日
- 会長：内田 俊一
- 副会長：五十嵐 幹
- 副会長：横田 進
- 専務理事：川本 聡史

## 出身者
- 江田麻季子：インテル株式会社元代表取締役社長
- 田下憲雄 ：インテージホールディングス元代表取締役会長